# باقر امامی
کانون وکلا
باقر امامی (زادهٔ ۱۳۳۸ در مرند) نمایندهٔ حوزهٔ انتخابیهٔ مرند و جلفا در دورهٔ ششم مجلس شورای اسلامی بوده‌است.